# Alain Souchon est chanteur
Albums de Alain Souchon
Écoutez d'où ma peine vient
(2008) À cause d'elles
(2011)
Alain Souchon est chanteur est le sixième album live d'Alain Souchon, enregistré en tournée, les 27, 28 et 29 octobre 2009 sorti en avril 2010. C'est un double album.

## Titres
| 1.  | On s'aime pas               | 4:04 |
| 2.  | Les Regrets                 | 3:56 |
| 3.  | Le Baiser                   | 3:38 |
| 4.  | Petit tas tombé             | 4:00 |
| 5.  | Parachute doré              | 4:14 |
| 6.  | C'est déjà ça               | 4:34 |
| 7.  | Elle danse                  | 4:28 |
| 8.  | Saute en l'air              | 4:26 |
| 9.  | Pardon                      | 4:22 |
| 10. | Écoutez d'où ma peine vient | 3:03 |
| 11. | Caterpillar                 | 3:46 |
| 12. | La Compagnie                | 4:20 |
| 13. | Sous les Jupes des filles   | 4:51 |

| 1.  | Les Saisons                     | 3:45 |
| 2.  | L'Amour à la machine            | 3:38 |
| 3.  | Somerset Maugham                | 3:33 |
| 4.  | Et si en plus y'a personne      | 4:25 |
| 5.  | J'ai perdu tout ce que j'aimais | 3:12 |
| 6.  | Rive gauche                     | 4:47 |
| 7.  | Quand j'serai K.O.              | 3:01 |
| 8.  | Foule sentimentale              | 8:51 |
| 9.  | La vie ne vaut rien             | 3:43 |
| 10. | J'ai dix ans                    | 3:22 |
| 11. | Rame                            | 4:18 |

## Classement hebdomadaire
| Classement (2010)            | Meilleure position |
| ---------------------------- | ------------------ |
| Belgique (Wallonie Ultratop) | 15                 |
| France (SNEP)                | 13                 |